# Élections législatives de 2012 dans le Cantal
Les élections législatives françaises de 2012 se déroulent les 10 et 17 juin 2012. Dans le département du Cantal, non concerné par le redécoupage électoral, deux députés sont à élire dans le cadre de deux circonscriptions.

## Élus
| Circonscription | Député sortant   | Parti | Parti | Groupe | Député élu ou réélu | Parti | Parti | Groupe |
| --------------- | ---------------- | ----- | ----- | ------ | ------------------- | ----- | ----- | ------ |
| 1re             | Vincent Descoeur |       | UMP   | UMP    | Alain Calmette      |       | PS    | SRC    |
| 2e              | Alain Marleix    |       | UMP   | UMP    | Alain Marleix       |       | UMP   | UMP    |

## Résultats

### Résultats à l'échelle du département
| Parti          | Parti                             | Premier tour | Premier tour | Second tour | Second tour | Sièges |
| Parti          | Parti                             | Voix         | %            | Voix        | %           | Sièges |
| -------------- | --------------------------------- | ------------ | ------------ | ----------- | ----------- | ------ |
|                | Union pour un mouvement populaire | 34 166       | 45,45        | 20 500      | 48,37       | 1      |
|                | Divers droite dont DLR, PCD       | 754          | 1,00         |             |             | 0      |
|                | Droite parlementaire              | 34 920       | 46,45        | 20 500      | 48,37       | 1      |
|                |                                   |              |              |             |             |        |
|                | Parti socialiste                  | 29 780       | 39,62        | 21 883      | 51,63       | 1      |
|                | Europe Écologie Les Verts         | 1 600        | 2,13         |             |             | 0      |
|                | Divers gauche dont MRC            | 805          | 1,07         | 0           |             |        |
|                | Majorité présidentielle           | 32 185       | 42,82        | 21 883      | 51,63       | 1      |
|                |                                   |              |              |             |             |        |
|                | Front national                    | 4 226        | 5,62         |             |             | 0      |
|                | Front de gauche                   | 2 054        | 2,73         | 0           |             |        |
|                | Mouvement démocrate               | 1 356        | 1,80         | 0           |             |        |
|                | Extrême gauche dont LO            | 294          | 0,39         | 0           |             |        |
|                | Divers écologiste dont AÉI        | 133          | 0,18         | 0           |             |        |
|                | Divers                            | 2            | 0,00         | 0           |             |        |
|                |                                   |              |              |             |             |        |
| Inscrits       | Inscrits                          | 120 860      | 100,00       | 64 432      | 100,00      | 2      |
| Abstentions    | Abstentions                       | 44 467       | 36,79        | 20 947      | 32,51       |        |
| Votants        | Votants                           | 76 393       | 63,21        | 43 485      | 67,49       |        |
| Blancs et nuls | Blancs et nuls                    | 1 223        | 1,6          | 1 102       | 2,53        |        |
| Exprimés       | Exprimés                          | 75 170       | 98,4         | 42 383      | 97,47       |        |

### Résultats par circonscription

#### Première circonscription (Aurillac)
| Candidat       | Candidat                 | Parti             | Premier tour | Premier tour | Second tour | Second tour |  |
| Candidat       | Candidat                 | Parti             | Voix         | %            | Voix        | %           |  |
| -------------- | ------------------------ | ----------------- | ------------ | ------------ | ----------- | ----------- |  |
|                | Alain Calmette élu       | PS                | 17 154       | 42,92        | 21 883      | 51,63       |  |
|                | Vincent Descœur sortant  | UMP               | 16 478       | 41,23        | 20 500      | 48,37       |  |
|                | Philippe Drouault        | RBM (FN)          | 2 164        | 5,41         |             |             |  |
|                | Thierry Galeau           | FG (PG)           | 1 347        | 3,37         |             |             |  |
|                | Vincent Bessat           | EÉLV              | 1 049        | 2,62         |             |             |  |
|                | Chantal Mazières         | diss. PCF         | 805          | 2,01         |             |             |  |
|                | Nicole Soulenq-Moissinac | CpF (PRV) (MoDem) | 786          | 1,97         |             |             |  |
|                | Rémy Dauvillier          | LO                | 179          | 0,45         |             |             |  |
|                | François Bré             | RIC               | 2            | 0,01         |             |             |  |
|                |                          |                   |              |              |             |             |  |
| Inscrits       | Inscrits                 | Inscrits          | 64 438       | 100,00       | 64 432      | 100,00      |  |
| Abstentions    | Abstentions              | Abstentions       | 23 748       | 36,85        | 20 947      | 32,51       |  |
| Votants        | Votants                  | Votants           | 40 690       | 63,15        | 43 485      | 67,49       |  |
| Blancs et nuls | Blancs et nuls           | Blancs et nuls    | 726          | 1,78         | 1 102       | 2,53        |  |
| Exprimés       | Exprimés                 | Exprimés          | 39 964       | 98,22        | 42 383      | 97,47       |  |

#### Deuxième circonscription (Saint-Flour - Mauriac)
|                | Alain Marleix sortant réélu | UMP            | 17 688 | 50,24  |  |  |  |
|                | Gérard Salat                | PS             | 12 626 | 35,86  |  |  |  |
|                | Pauline Guibert             | RBM (FN)       | 2 062  | 5,86   |  |  |  |
|                | Henri Coëtmeur              | FG (PCF)       | 707    | 2,01   |  |  |  |
|                | Jean-Claude Wälchli         | Divers droite  | 587    | 1,67   |  |  |  |
|                | Vladimir Tilmant-Tatischeff | CpF (MoDem)    | 570    | 1,62   |  |  |  |
|                | Dominique Dumazel           | EÉLV           | 551    | 1,57   |  |  |  |
|                | Gisèle Argaillot-Ivanov     | DLR            | 167    | 0,47   |  |  |  |
|                | Claude Lo Verde             | AÉI (LFA)      | 133    | 0,38   |  |  |  |
|                | Anne Ducamp                 | LO             | 115    | 0,33   |  |  |  |
|                | Véronique Rolland           | CNIP           | 0      | 0,00   |  |  |  |
|                |                             |                |        |        |  |  |  |
| Inscrits       | Inscrits                    | Inscrits       | 56 422 | 100,00 |  |  |  |
| Abstentions    | Abstentions                 | Abstentions    | 20 719 | 36,72  |  |  |  |
| Votants        | Votants                     | Votants        | 35 703 | 63,28  |  |  |  |
| Blancs et nuls | Blancs et nuls              | Blancs et nuls | 497    | 1,39   |  |  |  |
| Exprimés       | Exprimés                    | Exprimés       | 35 206 | 98,61  |  |  |  |